# Clòdia
|  | Aquest article tracta de segona la germana de Publi Clodi. Per altres personatges, vegeu Clàudia. |

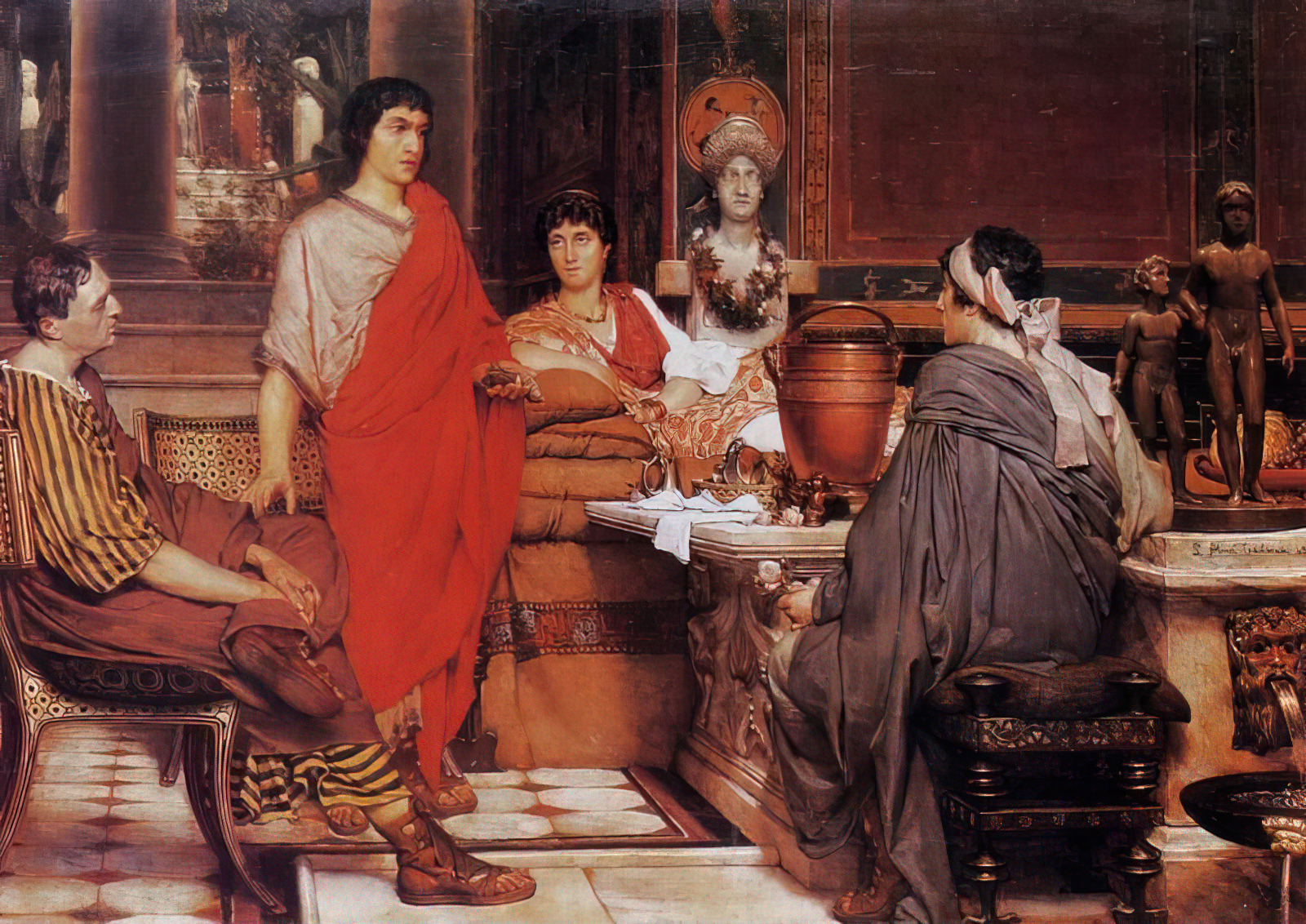
Catullus apud Lesbiam, de Lawrence Alma-Tadema (1865)

Clòdia Pulcra Quarta (llatí: Clodia Pulchra Quarta; circa 95 o 94 aC), coneguda simplement com a Clòdia, va ser una de les tres filles del patrici romà Api Claudi Pulcre (cònsol 79 aC). Estava casada amb Quint Cecili Metel Cèler, i per aquest motiu era coneguda com a Clodia Metelli ('Clòdia [esposa] de Metel'), per distingir-la de les seves germanes. Ha estat tradicionalment identificada amb la Lèsbia dels poemes de Catul.

## Vida
Nascuda cap al 94 aC, era filla d'Api Claudi Pulcre, cònsol el 79 aC, i d'una Cecília Metel·la, possiblement Cecília Metel·la Baleàrica, o bé la seua cosina Cecília Metel·la, filla de Luci Cecili Metel Diademat. Era la quarta de sis germans (entre els quals Publi Clodi Pulcre, l'enemic de Ciceró), i la segona de les germanes. Quan el seu pare va morir l'any 76 aC encara era fadrina i, per tant, va romandre sota tutela del germà Publi. Posteriorment, es casà amb Quint Cecili Metel Cèler (la primera data en què se sap que ja eren casats és el 63 aC), matrimoni que fou desafortunat atès que, segons que deien tots els rumors, li era infidel amb molts d'homes. Els rumors també l'acusaren de ser la causant de la mort per enverinament del seu marit l'any 59 aC, però cal tenir en compte que moltes de les dades conegudes de la vida de Clòdia arriben a través de Ciceró, qui en parla en un discurs, Pro Caelio, en el qual ha de provar la innocència del seu client, enemic de Clòdia. En qualsevol cas, és segur que, després de la mort del marit, va ser una de les seductores més famoses de Roma.
Va incitar el seu germà Publi Clodi en contra de Ciceró per una revenja personal. Va tenir nombrosos amants, entre els quals Marc Celi, que la va abandonar al cap d'un temps, i en venjança va fer que Atratí acusés Celi d'haver pagat als assassins de Dió d'Alexandria, el cap de l'ambaixada enviada per Ptolemeu XII Auletes, i d'haver intentat enverinar Clòdia mateixa. Cras i Ciceró van defensar Celi (Pro Caelio), que fou absolt. En el judici, Ciceró la va acusar d'incest amb el seu germà Publi.

## Identificació amb Lèsbia
Hom la sol identificar amb un personatge anomenat Lèsbia, a qui el poeta Catul va dedicar diverses composicions, però aquesta identificació no és del tot segura.